# Antoni Libaber
Antoni Libaber (lateinisch Antonius Libaber; * 1709; † 22. Juli 1776) war polnischer Zisterziensermönch, Propst und Historiograph.

## Leben
Antoni Libaber stammte aus Großpolen,  wahrscheinlich aus der Familie des Bierbrauers Wojciech (Albert) Libaber in Poznań.
Er wurde Zisterziensermönch im Kloster Ląd. 1738 wurde er Vikar in Godziszewo in Polnisch-Preußen und 1740 Prediger im Nonnenkloster Ołobok.
Seit 1748 war Libaber Propst (verantwortlicher Priester) wieder in Godziszewo. Dort ließ er die vom Blitzschlag zerstörte Kirche neu aufbauen, auch mit beträchtlichen eigenen finanziellen Mitteln.
1754 wurde er Subprior und Prediger im Zisterzienserkloster Mogila bei Krakau. 1763 kehrte er nach Godziszewo als Propst zurück, wo er bis Mai 1776 tätig war. Kurz danach starb er.
Antoni Libaber verfasste eine ausführliche Chronik über das Dorf Godziszewo (1770/71), sowie eine Kronika garczyńska (1736, über ein Kirchdorf Garczyn oder ähnlich). Er vermachte der Bibliothek des Klosters Ląd mehrere Bücher mit handschriftlichen Vermerken.